# Верхній Кавкамахи
Верхній Кавкамахи (рос. Верхний Кавкамахи) — село Акушинського району, Дагестану Росії. Входить до складу муніципального утворення Сільрада Бургімакмахінська.
Населення — 455 (2010).